# Tramplin Kaschtak
Der Tramplin Kaschtak war ein sowjetischer und später russischer Skisprungschanzenkomplex in Krasnojarsk, Russland. Die größte Schanze war mit einem Konstruktionspunkt von 132 Metern die größte jemals gebaute Großschanze, sofern der Copper Peak in Ironwood, USA als Skiflugschanze klassifiziert wird.
Koordinaten: 55° 57′ 28″ N, 92° 46′ 47″ O

## Konstruktion
Zur Schanzenanlage gehörten vier mattenlose, also nur im Winter nutzbare, Schanzen, mit den Konstruktionspunkten 132 Meter, 87 Meter, 50 Meter und 25 Meter. Die erste Schanze des Komplexes wurde 1958 gebaut, jedoch standen schon vorher an anderer Stelle in Krasnojarsk einige Schanzen, darunter auch die Großschanze Tramplin Nikolajewskaja Sopka.

## Geschichte
Das Skispringen hat in Krasnojarsk eine lange Tradition, die erste Schanze in der Gegend wurde bereits 1937 erbaut. 1958 wurde dann mit einer K 50-Schanze die erste Schanze des Tramplin-Kaschtak-Komplexes errichtet, 1974 folgten weitere Schanzen. Ab 1977 wurden auf der größten Schanze neunmal die sowjetischen Meisterschaften ausgetragen. In diesen Jahren war Krasnojarsk, aufgrund der Verfügbarkeit zweier großer Schanzenanlagen, das bekannteste Skisprungzentrum der UdSSR.
In den folgenden Jahren wurden auf den Schanzen einige Schanzenrekorde aufgestellt, zum Beispiel stellte Wadim Borissowitsch Sacharow, der auf dem Kaschtak auch zweimal sowjetischer Meister wurde, 1985 einen Schanzenrekord von 154,0 Metern auf. Dieser Rekord blieb bis 2023 der weiteste Schanzenrekord, der auf einer Großschanze aufgestellt wurde. Wird bei der Mühlenkopfschanze nur der offizielle Rekord gewertet, ist er das sogar immer noch.
Nachdem im Jahr 1986 Oleg Serow auf einer kleineren Schanze, vermutlich der späteren K 87, tödlich verunglückte, ging es mit der Nutzung der Schanzen bergab. Nach inoffiziellen Berichten nahm man an, dass die Kaschtak-Schanzen zu gefährlich seien um weiter betrieben zu werden und obwohl die Schanze noch mindestens bis in die frühen 1990er genutzt wurde, geriet sie vermutlich bald außer Nutzung. Danach blieben die Schanzen als Ruine im Wald stehen und verfielen langsam. Heute sind die Schanzen möglicherweise abgerissen und auf Satellitenbildern kaum noch zu erkennen. Das Skispringen in Krasnojarsk wurde auf dem anderen Schanzenkomplex, der Nikolajewskaja Sopka, noch länger betrieben und auch 2023 stehen dort noch kleinere aktiv betriebene Schanzen.

## Wettbewerbe
Von 1977 bis 1985 wurden auf dem Tramplin Kaschtak K 132 jährlich die sowjetischen Meisterschaften im Skispringen ausgetragen, dabei gewannen auch der Schanzenrekordhalter Wadim Sacharow und der erfolgreiche Olympiateilnehmer Juri Kalinin.
| Jahr | Sieger                |
| ---- | --------------------- |
| 1977 | Alexander Karapusow   |
| 1978 | Wiktor Piroschkow     |
| 1979 | Sergei Sajtschik      |
| 1980 | Alexander Swiatow     |
| 1981 | Juri Kalinin          |
| 1982 | Wadim Sacharow        |
| 1983 | Juri Golowschtschikow |
| 1984 | Wadim Sacharow        |
| 1985 | Andrei Sagriaschkij   |